# Оканаган
Језеро Оканаган (Okanagan Lake) смештено је у истоименој долини на југу Британске Колумбије. Максимална дужина језера износи 135 km, а ширина само 5 km. Код Грантовог острва дубоко је 232 m. Састављено је од северног, централног и јужног басена. Из њега истиче река Оканаган. Према легенди локалног индијанског становништва, у језеру живи чудовиште змијског облика – Огопого.